# Caso Campeón
El Caso Campeón es una investigación judicial en España sobre la presunta concesión de subvenciones irregulares a cambio de comisiones a cargos públicos. Se inició con la Operación Campeón por parte de agentes del Servicio de Vigilancia Aduanera (dependiente de la Agencia Estatal Tributaria), en la que fueron detenidas 15 personas, entre las que figura el empresario farmacéutico lucense Jorge Dorribo y dos directivos de IGAPE. También se realizaron registros en las sedes de las empresas y en los domicilios de los investigados. La investigación afectó a dos diputados autonómicos y al Ministro de Fomento José Blanco tras las declaraciones hechas por Dorribo, al afirmar que se reunió con el ministro en una gasolinera lucense, previo pago de 200 000 euros al primo de Blanco con el fin de que acelerara gestiones a su favor en el Ministerio de Hacienda y de Sanidad.

## Cronología

### 2011
- 25 de mayo: Se detecta una trama dedicada a captar subvenciones ilegales para las empresas gallegas.[3]
- 4 de octubre: Dimite el diputado del PP Pablo Cobián.[4]
- 5 de octubre: Dimite el diputado del BNG Fernando Blanco.[5]
- 3 de noviembre: La juez del Juzgado de Instrucción n º 3 de Lugo remitió al Tribunal Supremo la parte de la investigación relativa a José Blanco, por tratarse de un aforado al ser ministro del Gobierno.[6]

### 2012
- 26 de enero: El exministro de Fomento y actual diputado socialista, José Blanco, declara como imputado en el marco del caso Campeón ante el magistrado instructor de la causa en el alto tribunal, José Ramón Soriano.[7]

- 13 de marzo: Se imputa al alcalde de Lugo José López Orozco[8] y se investiga al secretario general del Convergencia Democrática de Cataluña e hijo de Jordi Pujol, Oriol Pujol.[9]

### 2013
- 18 de julio: El Tribunal Supremo archiva la causa abierta a José Blanco por su implicación en el caso.[10]

### 2014
- 10 de noviembre: «El empresario Jorge Dorribo ha sido trasladado este lunes en un furgón a la cárcel lucense de Bonxe tras comparecer ante la titular del Juzgado de Instrucción Número 3 de Lugo, Estela San José, por el quebrantamiento de las medidas cautelares impuestas (no acudir regularmente al juzgado) como tenía fijado en el marco de la instrucción.»[11]

### 2017
- 27 de septiembre: Once de las trece personas acusadas pactan sus condenas con la Fiscalía, otra persona queda exculpada y una última pide la nulidad del proceso.[12]
- 23 de noviembre: La Audiencia Provincial de Lugo condena a Jorge Dorrido junto a otras once personas por su implicación en el caso.[13][14]

### 2019
- 17 de mayo: Fallece Jorge Dorribo en Barcelona de forma repentina a la edad de 54 años según información de la agencia Efe.

## Repercusión política

### Funcionarios de la Junta de Galicia
Fueron detenidos el director general y el subdirector de Información Especializada del Instituto Gallego de Promoción Económica (IGAPE), dependiente de la Consejería de Economía de la Junta de Galicia.

### Diputados autonómicos
El empresario declaró ante el juez que pagó al diputado del BNG unos 200 000 euros para conseguir subvenciones cuando ese partido gobernaba en coalición con el PSOE. Fernando Blanco lo niega.
Pablo Cobián fue implicado también por Dorribo en un cobro. Presentó su dimisión como diputado autonómico y concejal de Oleiros.
Los dos diputados autonómicos implicados, Pablo Cobián y Fernando Blanco, al dimitir perdieron su condición de aforados.
Ninguno de los dos concurrirá a las elecciones del 20 de noviembre.

### Ministro de Fomento
En octubre de 2011, el empresario farmacéutico lucense Jorge Dorribo, acusa a José Blanco, en los procedimientos de la Operación Campeón de cobrar 400 000 euros para que agilizase los permisos del Ministerio de Sanidad a conceder a la empresa farmacéutica de Dorribo. El PSOE afirmó que se trataba de una cuestión privada y no relacionada con dicho cobro en una gasolinera de Guitiriz. El abogado de Dorribo afirmó poder defender la acusación de su defendido.
El 7 de noviembre, el secretario del PSC, José Zaragoza Alonso, pide explicaciones a Blanco sobre los supuestos favores que hizo a José Antonio Orozco, vicepresidente de Azkar, y las gestiones ante el alcalde de San Baudilio de Llobregat.
El mismo día se publica una filtración del sumario que incluye el registro de algunas conversaciones telefónicas y mensajes entre Blanco y Orozco.
Según Intereconomía, el primo político de Blanco, Manuel Bran, manifestó que se siente traicionado por el ministro, y amenazó con contarlo todo.
Sin explicar motivos, Blanco suspendió su agenda del lunes 7 de noviembre, con una entrevista matinal concertada con la cadena de televisión Tele 5, así como un mitin de campaña electoral en Málaga.